# Gymnoscelis tongaica
Gymnoscelis tongaica är en fjärilsart som beskrevs av Louis Beethoven Prout 1958. Gymnoscelis tongaica ingår i släktet Gymnoscelis och familjen mätare. Inga underarter finns listade i Catalogue of Life.